# Joseph Hermann Hirshhorn
Joseph Hermann Hirshhorn (* 11. August 1899 in Mitau; † 1. August 1981) war ein amerikanischer Unternehmer, Finanzier und Kunstsammler.
Hirschhorn wurde im Jahre 1899 in der Stadt Mitau, in Lettland (damals zum Russischen Reich gehörig), als zwölftes von dreizehn Kindern in eine jüdische Familie geboren. Im Alter von sechs Jahren wanderte er mit seiner verwitweten Mutter in die USA aus. In den USA ließ er später seinen Namen in Joseph Herman Hirshhorn ändern.
Hirshhorn begann seine erste berufliche Tätigkeit im Alter von 14 Jahren als Bürojunge an der Wall Street. Drei Jahre später, im Jahre 1916, wurde er Börsenmakler und verdiente 168.000 US $ noch im gleichen Jahr. Als cleverer Investor verkaufte er zwei Monate vor dem Börsencrash des Jahres 1929 seine Wall-Street-Investments und realisierte 4 Millionen Dollar in bar als Gewinn. Hirshhorn machte sein Vermögen im Bergbau- und Ölgeschäft. In den 1930er Jahren richtete er einen Großteil seiner Aufmerksamkeit auf den Gold- und Uranbergbau in Kanada und gründete 1933 ein Büro in Toronto.
In den 1950er Jahren waren er und der Geologe Franc Joubin in erster Linie für die Uranvorkommen-Entdeckung „Big Z“ im Nordosten Ontarios und die anschließende Gründung der Stadt Elliot Lake verantwortlich. Die Hirshhorn Avenue, eine Wohnstraße in dieser Stadt, ist nach ihm benannt. Als er 1960 den letzten Teil seiner Uranbestände verkaufte, hatte er über 100 Millionen Dollar in bar aus dem Urangeschäft gemacht.
Von 1961 bis 1976 lebte Hirshhorn in einem dreistöckigen Gebäude im Stil eines normannischen Schlosses auf einem 22 Hektar großen Anwesen (89.000 m²) auf dem Gipfel des Round Hill, einem 170 m hohen Hügel in Greenwich, im Bundesstaat Connecticut.